# Urubamba bruine titi
De Urubamba bruine titi (Plecturocebus urubambensis) is een zoogdier uit de familie van de sakiachtigen (Pitheciidae). De wetenschappelijke naam van de soort werd voor het eerst geldig gepubliceerd door Vermeer & Tello-Alvarado in 2015.

## Leefgebied
Deze titi leeft in Peru, bij de Urubamba-rivier. Waarschijnlijk leven er enkele duizenden van deze titi's in het wild, omdat de houtkap in zijn leefgebied erg kleinschalig is.

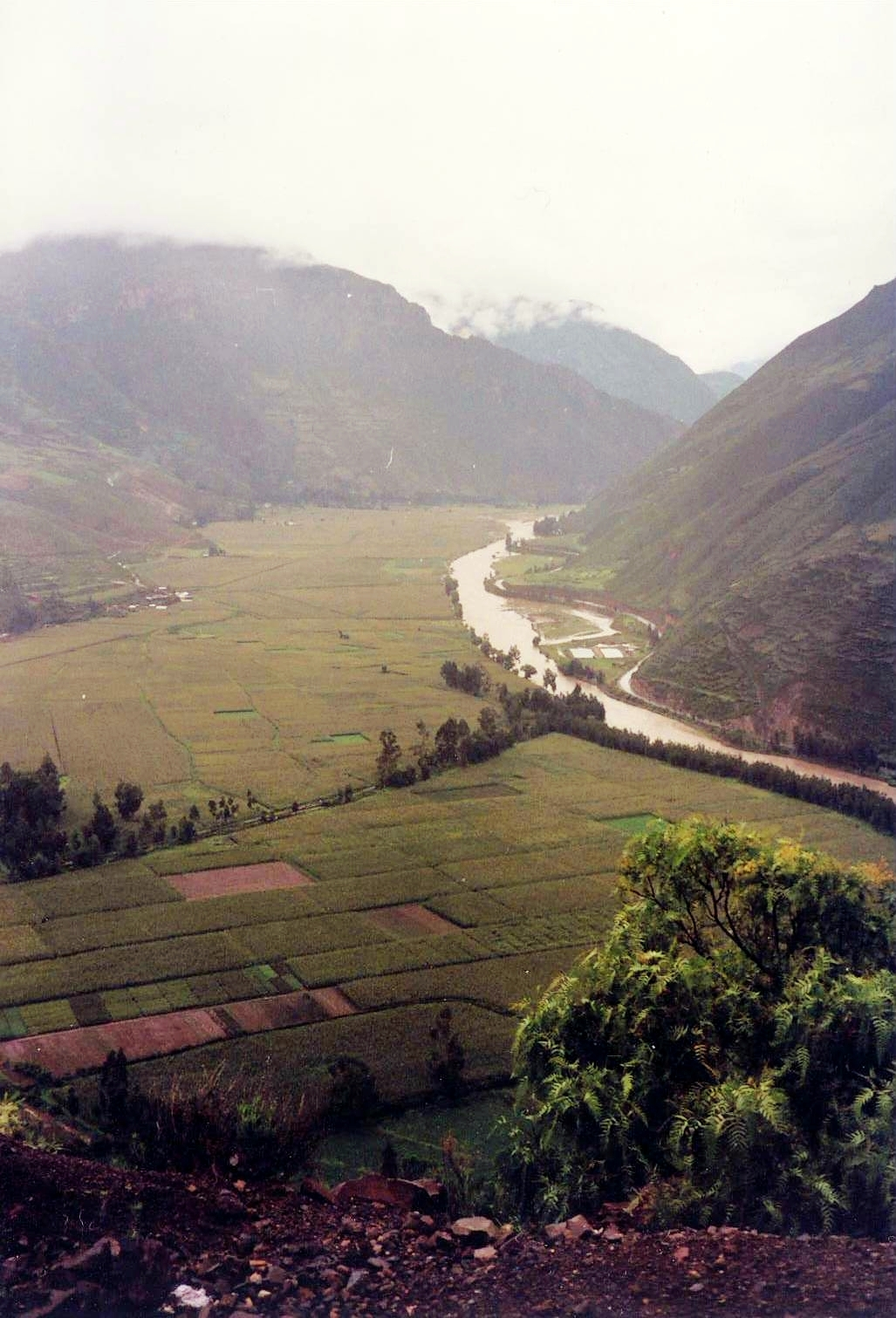
Rio Urubamba

## Uiterlijk
De Urubamba bruine titi heeft een bruine vacht, en door zijn gitzwarte kop is hij makkelijk te onderscheiden van andere soorten springapen.